# Nebulosa Tromba do Elefante
A Nebulosa Tromba do Elefante é uma concentração de gás e poeira interestelar no aglomerado de estrelas IC 1396 e de gás ionizado numa região localizada na constelação de Cepheus cerca de 2.400 anos-luz de distância da Terra. A parte da nebulosa que aparece aqui é escuro, denso 1396A glóbulo IC, que é comumente chamado de nebulosa tromba do elefante por causa de sua aparência em comprimentos de onda visíveis, onde é uma mancha escura com um aro brilhante e sinuosa. A borda brilhante é a superfície da nuvem densa que está sendo iluminada e ionizado por uma estrela muito brilhante e massiva que esta localizada a oeste de IC 1396A. (Na figura acima, a grande estrela é logo à esquerda da borda da imagem.) Toda a região IC 1396 é ionizado pela estrela massiva, com exceção de glóbulos densos que podem se proteger dos raios ultravioleta da estrela dura.
Está em estudo se há formações estrelares na nebulosa tromba do elefante, pois contém muitas estrelas jovens com menos de cem mil anos de existência. Essas estrelas foram descobertas através de imagens em infravermelho em 2003. As estrelas estão presentes em uma cavidade circular na cabeça do glóbulo. Os ventos dessas estrelas podem ter esvaziado a cavidade.
A combinação da luz das estrelas maciças ionizantes e o comprimidor a borda da nuvem, o vento das estrelas jovens de gás que se desloca do centro para fora, leva a uma compressão muito alta da nebulosa tromba do elefante. Esta pressão tem provocado a atual geração de novas estrelas.